# أليوت بينينغتون
أليوت بينينغتون (بالإنجليزية: Elliot Pennington)‏ هو متزلج فني أمريكي، ولد في 30 أبريل 1987.

## وصلات خارجية
- أليوت بينينغتون على موقع الاتحاد الدولي للتزلج (الإنجليزية)